# Studio Cubic Records
Studio Cubic Records (スタジオキュービックレコーズ) は、音楽家の鈴木Daichi秀行が2016年に設立した、東京都杉並区下高井戸の音楽スタジオ兼音楽事務所。マネジメント事務所としてCubic recordsという名称を用いることもある。

## 概要
Studio Cubic Recordsは作曲家の鈴木Daichi秀行により設立された、音楽事務所兼音楽レーベルであり、下高井戸の住宅街に位置している。設立前はレコーディングスタジオだったため、2020年現在でも事務所兼スタジオとして使用されており、メジャーレーベルなどに所属するアーティストもレコーディングスタジオとして使用している。
レーベル運営の開始当初や、一部配信サービスなどではSTUDIO CUBIC RECORDSと表記されており、主なCDの流通経路は赤と嘘が自己流通、Non Stop Rabbitはダイキサウンドが行っていた。他にも、会場販売や通信販売などでの流通も行っている。
規格品番の販社コードはほとんどの場合「STCB-○○○○」である。
過去には、Non Stop Rabbitを輩出している。

## 来歴
2016年2月1日に法人番号が指定され、正式にマネジメント会社として設立。

## 所属者
- アーティスト、プロデューサーは所属順に掲載。

### マネジメント・所属アーティスト
| アーティスト名               | 読み                                   | 所属期間 | 備考                                                                 |
| ---------------------------- | -------------------------------------- | -------- | -------------------------------------------------------------------- |
| 森翼                         | もり つばさ                            | 2015年 - | シンガーソングライター。赤と嘘のボーカル。ポニーキャニオンから移籍。 |
| Art Neco                     | アールネコ                             | 2022年 - | 音楽クリエーター集団。                                               |
| ボンジュール鈴木&RinRin Doll | ボンジュールスズキアンドリンリンドール | 2023年 - | 2人組ユニット                                                        |
| 有馬元気                     | ありま げんき                          | 2023年 - | シンガーソングライター。                                             |

### 元所属アーティスト
| アーティスト名      | 読み                    | 所属期間        | 備考 |
| ------------------- | ----------------------- | --------------- | --- |
| 赤と嘘              | あかとうそ              | 2015年 - 2017年 | シンガーソングライターである森翼のソロプロジェクト。2017年をもって活動終了。以降は森翼として活動している。                                                               |
| Non Stop Rabbit     | ノン ストップ ラビット  | 2017年 - 2020年 | Guitar＆Chorus 田口達也、vocal＆Bass矢野晴人、Drum 太我の3人によるYouTuber×ロックバンド。2020年12月9日にメジャーデビューする為ポニーキャニオンに移籍した後2023年に解散。 |
| ハニカム.トーキョー | ハニカムトーキョー      | 2017年 - 不明   | 男性5人組アイドルユニット。 |
| cozycozy            | コジコジ                | 2020年 - 2022年 | 男性5人組ツインボーカルバンド。 |
| stellafia           | ステラフィア            | 2020年 - 2022年 | シンガーソングライターとして活動していた ボーカル花森りえを中心に結成されたファンタジックバンドプロジェクト。                                                            |
| yuua                | ゆうあ                  | 2021年 - 2022年 | 元YouTuberのバイリンガルシンガーソングライター。レーベルは、Warner Music D.N.A.。                                                                                        |
| anchorage           | アンカレッジ            | 2021年 - 2022年 | 5人組ロックバンド。 |
| Citrus in the rain  | シトラス イン ザ レイン | 2020年 - 2022年 | サウンドプロデューサー福井シンリ、シンガーソングライター naco、クリエイターユニットotocaraによるプロジェクト。                                                           |

### サウンドプロデューサー及びクリエイター
| アーティスト名 | 読み                   | 所属期間 | 備考 |
| -------------- | ---------------------- | -------- | --- |
| 鈴木Daichi秀行 | すずき だいち ひでゆき | 2015年 - | Cubic Records創設者兼代表取締役。レコーディングエンジニア。YUI、絢香、Non Stop Rabbit、いきものがかり、家入レオ、A.B.C-Z、森翼など著名なアーティストの楽曲に携わっている。 |
| 福井シンリ     | ふくい しんり          | 2019年 - | プロジェクト「Citrus in the rain」のサウンドプロデューサー。Ange☆Reve、WHITEHOLEなどのアーティストの楽曲に携わっている。                                                   |
| 木村信章       | きむら のぶあき        | 2019年 - | レコーディングエンジニア。赤と嘘やNon Stop Rabbitなどのアルバム制作に携わっている。                                                                                        |

### その他
| アーティスト名            | 読み     | 所属期間 | 備考 |
| ------------------------- | -------- | -------- | ---- |
| 【誰でもSESSION】じゃむる | じゃむる | 2020年 - |      |

## レコーディング
| 発売日         | アーティスト    | タイトル               |                            | 出典   |
| -------------- | --------------- | ---------------------- | -------------------------- | ------ |
| 2019年10月30日 | Study           | Can now, Can now       | シングル                   | [ 10 ] |
| 2020年2月19日  | Ange☆Reve       | Ange☆Reve              | アルバム                   | [ 10 ] |
| 2020年5月23日  | 砂月            | ROCIEL                 | アルバム                   | [ 10 ] |
| 2020年5月27日  | Vaundy          | 怪獣の花唄             | アルバム『strobo』収録曲   | [ 10 ] |
| 2020年6月3日   | 島爺            | 挙句ノ果               | アルバム                   | [ 10 ] |
| 2020年8月13日  | Boom Trigger    | Shaking                | シングル                   | [ 10 ] |
| 2020年8月26日  | 尾崎由香        | クリック               | アルバム『NiNa』収録曲     | [ 10 ] |
| 2020年12月9日  | Non Stop Rabbit | 爆誕 -BAKUTAN-         | アルバム                   |        |
| 2021年1月3日   | 出口陽          | Heart                  | シングル                   | [ 10 ] |
| 2021年5月19日  | Non Stop Rabbit | 三大欲求               | シングル                   |        |
| 2021年10月23日 | 桃色ドロシー    | リンカネーション       | シングル                   | [ 10 ] |
| 2021年11月4日  | なかねかな      | ビジネスパートナー     | シングル                   | [ 10 ] |
| 2021年12月5日  | なかねかな      | ハッピーバースデー己   | シングル                   | [ 10 ] |
| 2021年12月22日 | Non Stop Rabbit | TRINITY                | アルバム                   | [ 10 ] |
| 2022年2月19日  | 伊東歌詞太郎    | チルドレンレコード     | アルバム『三千世界』収録曲 | [ 10 ] |
| 2022年2月11日  | 桃色ドロシー    | Re:プロローグ          | シングル                   | [ 10 ] |
| 2022年6月11日  | story time      | Star Flower            |                            | [ 10 ] |
| 2022年7月20日  | Non Stop Rabbit | 無自覚の天才           | シングル                   |        |
| 2022年11月16日 | ジュキぱっぱ    | 奇想天外ぽんぽこぽん!! | シングル                   | [ 11 ] |
| 2022年12月14日 | ジュキヤと純平  | 人生トントン説         | シングル                   | [ 11 ] |

## 過去のイベント
- 2017年9月1日 Non Stop Rabbitのリーダー田口達也が立ち上げた事務所UNorder music entertainmentとコラボし、渋谷Starloungeにてコンテストイベント【YUTOROCK CONTEST2017】を開催[12]。鈴木Daichi秀行が特別審査員で、ゲストバンドとしてNon Stop Rabbitがイベントに出演した[13]。